# Красногірська сільська рада (Попільнянський район)
Красногірська сільська рада (до 1946 року — Хейлівська сільська рада) — колишня адміністративно-територіальна одиниця та орган місцевого самоврядування у Попільнянському районі Білоцерківської округи, Київської й Житомирської областей Української РСР та України з адміністративним центром у с. Красногірка.

## Населені пункти
Сільській раді були підпорядковані населені пункти:
- с. Красногірка

## Населення
Відповідно до результатів перепису населення СРСР, кількість населення ради, станом на 12 січня 1989 року, становила 444 особи.
Станом на 5 грудня 2001 року, відповідно до перепису населення України, кількість мешканців сільської ради становила 387 осіб.

## Склад ради
Рада складалась з 12 депутатів та голови.

### Керівний склад сільської ради
| ПІБ                        | Основні відомості                                                                         | Дата обрання | Дата звільнення |
| -------------------------- | ----------------------------------------------------------------------------------------- | ------------ | --------------- |
| Дубовенко Микола Петрович  | Сільський голова, 1962 року народження, освіта, безпартійний                              | 26.03.2006   | 31.10.2010      |
| Дубовенко Микола Федорович | Сільський голова, 1962 року народження, освіта вища, безпартійний                         | 31.10.2010   | 12.11.2015      |
| Гашук Тетяна Олексіївна    | Сільський голова, 1975 року народження, освіта вища, "Блок Петра Порошенка «Солідарність» | 12.11 2015   |                 |

Примітка: таблиця складена за даними джерела

## Історія
Створена 1923 року як Хейлівська сільська рада, в с. Хейлів Паволоцької волості Сквирського повіту Київської губернії. 7 березня 1923 року включена до складу новоствореного Попільнянського району Білоцерківської округи.
7 червня 1946 року, відповідно до указу Президії Верховної ради Української РСР «Про збереження історичних найменувань та уточнення і впорядкування існуючих назв сільрад і населених пунктів Житомирської області», сільську раду перейменовано на Красногірську через перейменування її адміністративного центру на с. Красногірка.
Станом на 1 вересня 1946 року сільська рада входила до складу Попільнянського району Житомирської області, на обліку в раді перебувало с. Красногірка.
11 серпня 1954 року, відповідно до указу Президії Верховної ради Української РСР «Про укрупнення сільських рад по Житомирській області», до складу ради приєднано с. Кам'янка ліквідованої Кам'янської сільської ради Попільнянського району.
На 1 січня 1972 року сільська рада входила до складу Попільнянського району Житомирської області, на обліку в раді перебували села Кам'янка та Красногірка.
12 серпня 1974 року, відповідно до рішення Житомирського облвиконкому № 342 «Про зміни в адміністративно-територіальному поділі окремих районів області в зв'язку з укрупненням колгоспів», с. Кам'янка передане до складу Попільнянської сільської ради Попільнянського району.
Виключена з облікових даних 17 липня 2020 року. Територію та населені пункти ради, відповідно до розпорядження Кабінету Міністрів України № 711-р від 12 червня 2020 року «Про визначення адміністративних центрів та затвердження територій територіальних громад Житомирської області», включено до складу Андрушківської сільської територіальної громади Житомирського району Житомирської області.